# Amal Dunkul
Amal Dunkul (ur. 23 czerwca 1940, zm. 21 maja 1983) – egipski poeta.
Twórczość jego poświęcona jest przede wszystkim problemowi świadomości narodowej Arabów. Najbardziej znanym utworem jest Maktal al-kamar (Zabójstwo księżyca).